# Microgale soricoides
Microgale soricoides é uma espécie de mamífero da família Tenrecidae, endêmica de Madagascar.